# Théâtre Antoine
El Teatre Antoine (en francès "Théâtre Antoine" ou "Théâtre Antoine-Simone Berriau") és un teatre del bulevard d'Estrasburg a París del districte X, fundat per André Antoine. És una sala a la italiana construïda el 1866, que pot acollir més de 800 espectadors. Anomenada successivament com "Les Menus Plaisirs", "Théâtre des Arts", "Opéra Bouffe", el teatre acaba per prendre el nom del seu director entre el 1888 i el 1894 i creador del Teatre Lliure (en francès Théâtre-Libre).
El 1943, l'actriu Simone Berriau n'agafa la direcció. Sota el seu mandat hi farà interpretar tota l'obra dramàtica de Jean-Paul Sartre.